# 베리 소벨
배리 소블(Barry Sobel, 영어 발음: /ˈsɒbl/, 1964년 7월 11일 ~ )은 미국의 배우, 성우이다.
뉴욕에서 태어났다.

## 출연 작품

### 영화
- 데이트 소동 (1987)
- 기숙사 대소동 2 (1987, Revenge of the Nerds II: Nerds in Paradise)
- Nothin' Goes Right (1988)
- 펀치라인 (1988)